# Alltagsbegleiter
Ein Alltagsbegleiter oder Betreuungsassistent (in der deutschen Betreuungskräfte-Richtlinie als „zusätzliche Betreuungskraft“ und ansonsten mitunter auch als „Präsenzkraft“ bezeichnet) ist in der Betreuung von pflegebedürftigen Menschen in Pflegeeinrichtungen beschäftigt. Dieser umfassende Bezug auf alle in voll- und teilstationären Einrichtungen lebenden Pflegebedürftigen wurde in Deutschland mit dem ersten Pflegestärkungsgesetz zum 1. Januar 2015 gültig. Vorher kamen ausschließlich Personen mit demenzbedingten Fähigkeitsstörungen, geistigen Behinderungen oder psychischen Erkrankungen  in den Genuss der zusätzlichen Betreuungsleistungen. Nicht zu verwechseln ist er mit dem Gesundheits- und Pflegeassistenten.

## Qualifizierungsmaßnahmen und Aufgaben
Zur Qualifikation und zu den Aufgaben von zusätzlichen Betreuungskräften in Pflegeheimen hat der GKV-Spitzenverband der Pflegekassen eine entsprechende Richtlinie erlassen (abgekürzt Betreuungskräfte-Richtlinie oder  Betreuungs-RL). Die Erstfassung von 2009 bezog sich auf § 87b Abs. 3 SGB XI; die aktuelle Richtlinie bezieht sich auf § 53b SGB XI.
Eine Qualifizierung zum Alltagsbegleiter bzw. Betreuungsassistent umfasst mindestens 160 Stunden theoretischen Unterricht und praktische Abschnitte (eine Hospitation (40 Stunden) und ein Praktikum (2 Wochen)). Diese Qualifizierung, keine Berufsausbildung, wird von privaten und kirchlichen Einrichtungen, oft in Zusammenarbeit mit der Bundesagentur für Arbeit, durchgeführt. Oftmals werden diese Kurse von Altenpflegeschulen durchgeführt. Unterrichtsinhalte sind unter anderem Teilbereiche der Pflege, Betreuung und Hygiene.
In § 2 Abs. 2 Betreuungs-RL sind Beispiele für Aufgaben genannt (Malen und basteln, handwerkliche Arbeiten und leichte Gartenarbeiten, Haustiere füttern und pflegen etc.).
Diese Betreuungskräfte werden zusätzlich zu den in der (Grund-)Pflege oder Hauswirtschaft tätigen Personen eingesetzt. In § 2 Abs. 4 Betreuungs-RL heißt es hierzu:
„Zusätzliche Betreuungskräfte dürfen nicht regelmäßig in grundpflegerische sowie hauswirtschaftliche Tätigkeiten eingebunden werden. Maßnahmen der Behandlungspflege bleiben ausschließlich dafür qualifizierten Pflegekräften vorbehalten. Die Einhaltung dieser Vorgaben obliegt der verantwortlichen Pflegefachkraft nach §71 Abs. 3 SGB XI. Den zusätzlichen Betreuungskräften dürfen bei Hinweisen zur Einhaltung dieser Vorgaben an die Verantwortlichen keine Nachteile entstehen.“
Die zunehmende Bedeutung der Betreuung und Begleitung von pflegerisch versorgten Menschen – auch im Hinblick auf die Qualität der Angebote, führt dazu, dass es eine koordinierende bzw. leitende Betreuungskraft geben sollte. Verschiedene Weiterbildungseinrichtungen bieten dies als Weiterbildung für Pflegefachkräfte an.

## Geschichte
Der Beruf existiert seit der deutschen Pflegereform des Jahres 2008. Durch die Schaffung von Alltagsbegleitern versprach sich die damalige Bundesgesundheitsministerin Ulla Schmidt eine Linderung des zunehmenden Personalmangels in der Altenpflege und eine Verbesserung der Betreuung stationär Pflegebedürftiger durch zusätzliche Kräfte. Kritiker hingegen befürchteten Probleme durch eine zu geringe Qualifikation und niedrige Bezahlung.
Die Betreuungskräfte-RI in der Fassung vom 19. August 2008 enthielt noch keine klare Abgrenzung zwischen betreuender und pflegender Tätigkeit. Jedoch ließ sich bereits in dieser Fassung aus den in § 2 Abs. 2 genannten Beispielen eine klare Stoßrichtung ersehen, ebenso aus der Beschreibung der Aufgaben eines Alltagsbegleiters auf der Website des Bundesministeriums für Gesundheit:
„[…] Es soll erreicht werden, dass den betroffenen Bewohnerinnen und Bewohnern bzw. Pflegegästen durch zusätzliche Betreuung und Aktivierung mehr Zuwendung und eine höhere Wertschätzung entgegengebracht, mehr Austausch mit anderen Menschen und mehr Teilhabe am Leben in der Gemeinschaft ermöglicht werden. Pflegerische Aufgaben gehören hingegen nicht zum Aufgabenbereich der zusätzlichen Betreuungskräfte. […]“.
Eine ausdrücklichen Abgrenzung wurde 2014 in § 2 Abs. 4 Betreuungs-RL aufgenommen; 2022 ergänzt durch eine Angabe zur Verantwortlichkeit für die Einhaltung diesbezüglicher Vorgaben.
Ab 2017 haben aufgrund § 43b und § 53c SGB XI alle stationär Pflegebedürftigen (nach § 84 Abs. 8 und § 85 Abs. 8 SGB XI) Anspruch auf eine zusätzliche Betreuung bzw. Aktivierung. Diese Regelungen lösten die bis Ende 2016 geltende Vorschrift des § 87b a. F. SGB XI ab. Durch das Pflege-Neuausrichtungs-Gesetz und das Erste Pflegestärkungsgesetz erfolgte am 6. Mai 2013 bzw. 29. Dezember 2014 eine Anpassung dieser Richtlinien. Die erneute Neuregelung des § 53c SGB XI wurde durch das Zweite Pflegestärkungsgesetz am 23. November 2016 beschlossen und gilt seit Jahresbeginn 2017.

## Inhalte der Ausbildung zum Alltagsbegleiter
Die Ausbildungsinhalte sind von den verschiedenen Anbietern abhängig, jedoch werden diese Ausbildungsinhalte immer vermittelt:
- Biographische Arbeit mit dem Pflegebedürftigen
- Spezielle Kommunikationstechniken
- Beschäftigungen planen und durchführen
- Demenz als Krankheit und Umgang mit demenziell veränderten Menschen
- Rechtliche Grundlagen
- Ernährung
- Hygiene
- Wohnen und Wohnformen im Alter
- Typische Krankheitsbilder im Alter

Diese Lehrgangssinhalte bereiten die Auszubildenden auf ihren beruflichen Alltag und den fachgerechten Umgang mit älteren Menschen in verschiedenen Lebenslagen vor.